# Jan Med
Jan Med (13. dubna 1916, Jihlava – 25. ledna 2011) byl salesiánský kněz a misionář.
Jan Med pocházel z rodiny, která měla osm dětí. Jeho starší bratr – Oldřich – se rovněž stal salesiánským knězem.
Jan odešel k salesiánům do Fryštáku ve 13 letech. V roce 1933 zahájil noviciát na Slovensku. V listopadu 1935 odjel přes Itálii do Indie. V roce 1943 tam byl vysvěcen na kněze.
Založil školu Dona Bosca v Tirupatturu v Tamilnádu. Podílel se rovněž na založení teologické univerzity v Bangalore a univerzity Dona Bosca v Maram. Otec Med je mnoha Indy považován za svatého muže, protože v této zemi nezištně pomáhal mnoha lidem. Jeho cílem bylo šířit vzdělání mezi lidmi v obtížně přístupných horských oblastech, aniž by přitom byly potlačeny jejich tradice a kultura.
Je autorem několika knih, jeho nejznámějším dílem je sborník duchovních písní.